# Boutonia
- Commons
- Wikispecies

Boutonia DC., é um gênero botânico da família Acanthaceae.

## Sinonímia
- Periblema DC.

## Espécies
O gênero apresenta seis espécies:
- Boutonia acuminata
- Boutonia cuspidata
- Boutonia mascareinensis
- Boutonia mascarensis
- Boutonia mascariensis
- Boutonia pomifera
- «Lista das espécies»

## Nome e referências
Boutonia DC., 1838

## Classificação do gênero
| Sistema | Classificação                       | Referência            |
| ------- | ----------------------------------- | --------------------- |
| APG II  | Ordem Lamiales, família Acanthaceae | APweb, versão 9, 2008 |